# مغز
مَغز یکی از حسّاس‌ترین و پیچیده‌ترین اعضای بدن در همه مهره‌داران و بیشتر بی‌مهرگان است که در برخی گونه‌ها ۲ درصد از وزن بدن جان‌دار را تشکیل می‌دهد. مغز در انسان حدود ۲۰ تا بیش از ۲۵ درصد کالری (انرژی) روزانه را مصرف می‌کند و بیشتر انرژی مورد نیاز خود را از کربوهیدرات‌ها (گلوکز خون) جذب می‌کند و این سوخت را به‌سرعت مصرف می‌کند. حتّی زمانی‌که شخص در خواب است، مغز بیشتر از هر عضوی از بدن اکسیژن مصرف می‌کند. به نارسایی مغزی ایسکمی مغزی می‌گویند.
در انسان؛ مغز و نخاع مجموعاً بخش دستگاه عصبی مرکزی (CNS) را تشکیل می‌دهند که وظیفه آن دریافت وضعیت درونی و بیرونی بدن از دستگاه عصبی پیرامونی (PNS) موجود در نقاط مختلف بدن، پردازش پیام‌های دریافتی و صدور فرمان‌های مرتبط است.

مغز شامل نیمکره‌های مخ، مخچه و ساقه مغز است. بیشتر حجم مغز را نیمکره‌های مخ تشکیل می‌دهند.
نیمکره‌های مخ باعث می‌شوند تا انسان بتواند فکر کند و حرف بزند و مسائل را حل کند.

نیمکره چپ فعالیت‌های نیمه راست بدن و نیمکره راست فعالیت‌های نیمه چپ بدن را کنترل می‌کند. اما آن‌ها همکاری هم دارند مثلاً در موقع نگاه کردن.
هر دو نیم کره به‌طور همزمان از همه بدن اطلاعات را دریافت و پردازش می‌کنند. هر نیم کره کارهای مخصوص به خود را نیز دارد؛ مثلاً نیم کره چپ به توانایی استدلال و ریاضیات و نیم کره راست مخ در مهارت‌های هنری تخصص یافته است.
مخچه هم مرکز برخی تعادل بدن است و با ورزش‌های مانند ژیمناستیک و بندلغزی تقویت می‌شود.

بخش دیگر مغز، ساقه مغز است که اتصال‌دهندهٔ مخ و مخچه به نخاع است. ساقه مغز شامل سه بخش است: مغز میانی، پل مغزی و بصل النخاع. بصل النخاع در بالای نخاع است و مرکز فعالیت‌های غیرارادی بدن است و برای همین مشهور، به گره حیات است.
مخ شامل لوب‌های مختلفی است:
1. لوب آهیانه‌ای
2. لوب پیشانی
3. لوب گیجگاهی
4. لوب پس‌سری

که در هر یک از این لوب‌ها حَواس مختلفی وجود دارد برای مثال لوب پیشانی: حس بویایی، لوب پس‌سری: حس بینایی، لوب گیجگاهی: حس شنوایی و لوب آهیانه‌ای: مرکز حواس پیکری مانند لامسه.
همچنین مغز دارای دستگاه لیمبیک هست.
مغز در همهٔ مهره‌داران و بیشتر بی‌مهرگان مرکز دستگاه عصبی است. تنها شماری از بی‌مهرگان مانند اسفنج دریایی، عروس دریایی، آب‌دزدک دریایی بالغ و ستاره دریایی مغز ندارند، هرچند دارای بافت عصبی پراکنده‌ای هستند. مغز در سر و معمولاً نزدیک اندام‌های حسی نخستین مانند بینایی، بویایی، چشایی و شنوایی قرار دارد. مغز مهره‌داران پیچیده‌ترین اندام بدنشان است.
از دید فیزیولوژی و تکاملی زیستی، کار مغز کنترل متمرکز بر روی سایر اندام‌های بدن است. مغز با تولید الگوهای فعالیت ماهیچه‌ها یا با هدایت مواد شیمیایی تراوشی که هورمون نام دارند، بدن را کنترل می‌کند. هر چند در مغز نیز میان نورون‌های مغز پیک‌های شیمیایی نزدیک برد به نام ناقل عصبی ترشح می‌شود و باعث انتقال پیام عصبی بین دو نورون می‌شود. این کنترل متمرکز سبب پاسخ سریع و هماهنگ به تغییرات محیط می‌شود. برخی انواع پایه‌ای از پاسخ مانند بازتاب یا رفلکس عصبی می‌تواند توسط طناب نخاعی یا گانگلیون‌ها ایجاد شود، اما کنترل پیچیده و هدفمند بر رفتارها بر پایهٔ حس‌های ورودی پیچیده نیازمند توانایی یکپارچه‌سازی اطلاعات یک مغز متمرکز است.
محققان دانشگاه نورث‌وسترن در آمریکا درحین مطالعه اثرات یک داروی ضد افسردگی بر روی موش‌ها به این نتیجه رسیدند که عملکرد مغزهای دو جنس مذکر و مؤنث در سطح مولکولی متفاوت است. دراین مطالعه یک تفاوت شیمیایی در میان مغزهای مذکر و مؤنث کشف شد و محققان دریافتند که این اختلاف در سطح مولکولی و در تعامل میان مولکول‌های ERalpha و mGluR1 است.
از نظر فلسفی نیز آنچه که مغز را متمایز از بقیه اندام‌ها می‌کند، ایجاد ارتباط فیزیکی بین بدن و ذهن است. امروزه دانسته‌های دقیقی در مورد کار هر یک از سلول‌های مغز وجود دارد اما درک همکاری همزمان و روش عمل میلیون‌ها سلول مغزی با هم هنوز نیاز به پژوهش دارد.

## کالبدشناسی

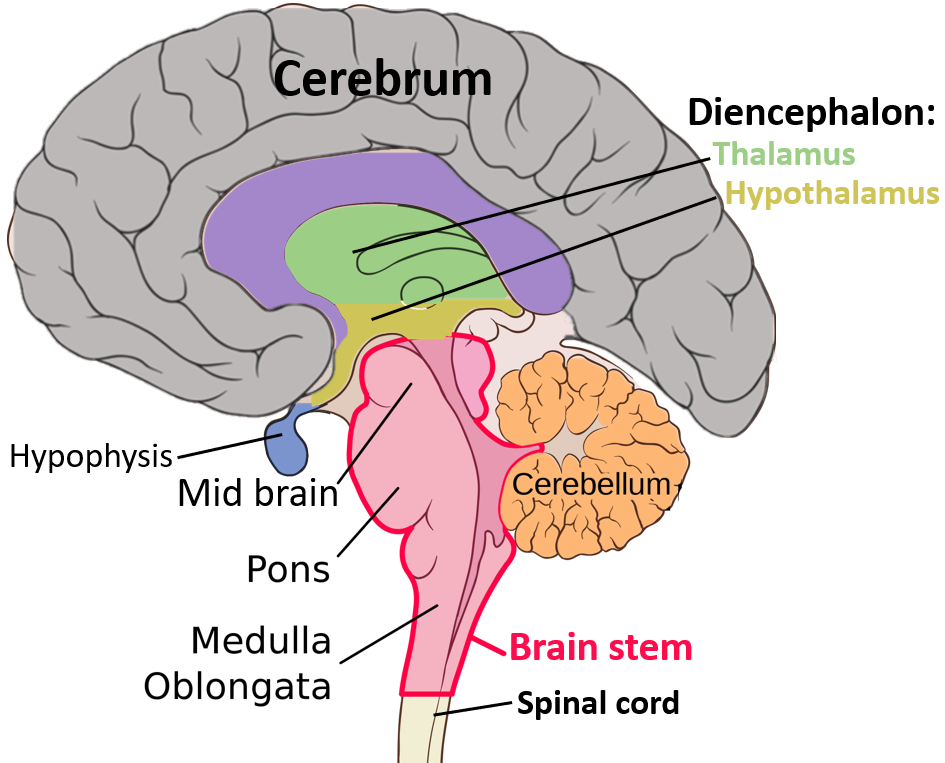
مهم‌ترین ساختارهای مغز در مقطع ساژیتال (طولی)

شکل و اندازه مغز در جانوران مختلف بسیار گوناگون و یافتن ویژگی‌های یکسان در آن‌ها نیز دشوار است. با این حال، تعدادی از اصول معماری مغزی در طیف گسترده‌ای از گونه‌ها به شکل برابر وجود دارد و حتی برخی از جنبه‌های ساختاری مغز تقریباً در تمام طیف‌های گونه‌های جانوری مشترک می‌باشد.
شاید بهترین راه برای مطالعه مغز، روش مشاهده مستقیم باشد، هرچند امروزه بسیاری تکنیک‌های نوین نیز به خدمت گرفته می‌شود. از آن‌جا که بافت مغز، بافتی نرم است در ابتدا باید درون الکل و ماده فیکساتور یا ثبات قرار گیرد و پس از آماده شدن بافت، می‌توان آن را به برش‌های عرضی برای مشاهده آماده نمود. در اولین نگاه می‌توان دو لایه جدا از هم را مشاهده نمود. بافتی تیره که با نام ماده خاکستری شناخته می‌شود و نیز بافتی با رنگ روشن که به آن ماده سفید می‌گویند. اطلاعات بیشتر را می‌توان توسط رنگ‌آمیزی برش‌هایی از بافت مغز با انواع مختلف مواد شیمیایی به دست آورده و با میکروسکوپ قادر به مشاهده محل‌های اتصال درونی در ریزساختارهای مغزی خواهیم بود.
بخش قشری مغز به‌علاوه بخشی در وسط مغز جز قسمت‌های خاکستری قرار می‌گیرند و بقیه فضا ساختاری مغز جز قسمت روشن می‌باشد. علت نام گذاری بخش روشن به دلیل وجود میلین می‌باشد، بقیه حجم مغز که تحت عنوان بخش خاکستری (قسمتی از آن هم که در وسط مغز قرار گرفته بخش سیاه نیز خوانده می‌شود) می‌باشد، دارای نورون‌هایی بدون پوشش میلین می‌باشد. این میلین توسط نوع خاصی از سلول‌های نوروگلیا ترشح شده و بر روی «آکسونِ» نورون‌ها قرار می‌گیرد.

### ساختار
مغز مهم‌ترین و اصلی‌ترین بخش دستگاه عصبی مرکزی است و در تمامی جانداران از یاخته عصبی یا نورون و یاخته گلیال یا نوروگلیا تشکیل شده است. سلول‌های گلیال انواع گوناگونی داشته و انجام تعدادی از عملکردهای مهم ازجمله پشتیبانی ساختاری، پشتیبانی متابولیک یا سوخت‌وساز یاخته، عایق و همچنین هدایت را به عهده دارند. نورون‌ها، اما، معمولاً مهم‌ترین یاخته‌های در مغز انگاشته می‌شوند. ویژگی یگانه یاختهٔ عصبی در ایجاد و انتقال پیام به دورترین نقاط بدن است.
مغز از بخش‌های مختلفی مانند مخ، تالاموس، هیپوتالاموس، پل مغزی، بطن‌های مغز، ساقه مغز، بادامه مغز، عقده‌های قاعده‌ای تشکیل شده است.

## سیستم بطنی

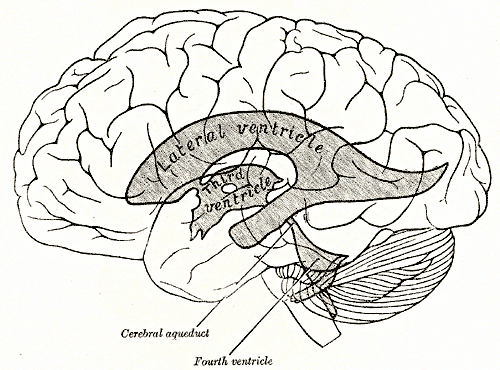
بطن‌های مغزی (خاکستری تیره)

درون مغز چهار بطن وجود دارد که به نام‌های بطن چپ، بطن راست (هردو جانبی) و بطن‌های سوم و چهارم شناخته می‌شوند.
دو بطن راست و چپ از راه سوراخ بین بطنی (به انگلیسی: Monro foramen) به داخل بطن سوم مرتبط بوده و بطن‌های سوم و چهارم هم توسط مجرای سیلویوس (به انگلیسی: Aqueduct of Sylvius) به هم راه دارند.
حجم معمولی مغز انسان حدود ۱۱۵/۵۰ سی‌سی است.

## خون‌رسانی مغزی
شاخه قوس آئورت با انشعابات خود به شریان کاروتید مشترک چپ تقسیم شده و انشعاب دیگری از آن به نام شریان کاروتید مشترک داخلی (شریان تغذیه‌کننده مغز) ایجاد می‌شود که تبدیل به سه شاخه اصلی: شریان افتالمیک، شریان مغزی میانی، شریان مغزی قدامی می‌شود.
شریان مغزی میانی مهم‌ترین شریان تغذیه‌کننده نیمکره‌های مخ می‌باشد و در سطح خارجی نیمکره‌های مخ پخش می‌گردد. شاخه‌هایی از این شریان به قسمت‌های عمقی مخ و از آن جمله کپسول داخلی رفته و شریان هم وراژی مغزی را تشکیل می‌دهد که انسداد یا پارگی آن باعث سکته مغزی (بر اثر خونریزی مغزی) می‌شود. شریان مغزی قدامی نیز قسمت‌های قدامی مغز را تغذیه می‌کند.

## پیری زودرس مغز
برخی افراد با وجود سن بالا، از قدرت حافظه و تمرکز بالایی برخوردارند و بعضی دیگر به محض ورود به دهه ششم زندگی، به مرور با مشکلات حافظه مواجه می‌شوند. علاوه بر مسایل ژنتیکی، برخورداری از مغز سالم و قدرت تفکر تا پایان عمر، به ترک عادت‌های غلط مرتبط است.

### عواملی که باعث پیری زودرس مغز می‌شوند
1. رژیم غذایی پرچرب و پرکالری
2. زندگی در مجاورت بزرگراه و خیابان‌های شلوغ
3. استرس مزمن
4. کم خوابی
5. نشستن طولانی مدت در طول روز
6. تنبل کردن مغز
7. دخانیات
8. مواد مخدر
9. الکل
10. اندک بودن ردهای عصبی

## آسیب‌شناسی
مغز نسبت به آسیب‌ها بسیار حساس است و نورون‌ها نمی‌توانند بیش از پنج دقیقه در برابر ایسکمی مقاومت کنند. نورون‌ها در انسان بالغ قادر به تکثیر سلولی نیستند. جراحی مغز و اعصاب یک عمل فوق تخصصی جراحی است که با اعمال جراحی روی دستگاه عصبی بدن پاره‌ای از آسیب‌های مغز و اعصاب را می‌تواند بهبود بخشیده یا از ادامه روند آسیب جلوگیری نماید.
- بیماری‌های التهابی در مغز: شامل مننژیت، آنسفالیت
- بیماری‌های وابسته به خون‌رسانی مغز: شامل سکته مغزی، حمله ایسکمیک گذرا، خونریزی
- هایپرتنسیون اندوکرانیک یا افزایش فشار داخل مغز
- هیدروسفالی: در دو نوع ارتباطی و غیر مرتبط
- انواع تومورهای مغزی
- صرع و زوال عقل
- پارکینسون و بیماری هانتینگتون

از بین رفتن بافت میلین، بیماری‌های مادرزادی و ضربه از دیگر آسیب‌های مختلف مغز هستند. غلاف میلین در اثر از بین رفتن نورون‌های پشتیبان تخریب می‌شوند (به دلیل آن‌که یکی از کارهای نورون‌های پشتیبان ساختن غلاف میلین می‌باشد)
پژوهشگران دانشگاه پزشکی شیکاگو با بررسی عادت غذایی ۶۰۰۰ نفر دریافتند که آن دسته از افرادی که دچار مشکلات فراموشی و نظایر آن نیستند، در عادت غذایی خود غذاهای سرشار از ویتامین ئی گنجانده‌اند. ویتامین ای، رادیکال‌های آزاد را که گمان می‌رود می‌توانند به سلول‌های مغز آسیب برسانند، مهار می‌کند.
مطالعات محققان کالج پزشکی جورجیا آمریکا نشان می‌دهد که غذای چرب، عملکرد سیناپس‌ها در هیپوکامپ مغز را مختل می‌کند و این عارضه سبب کاهش یادگیری سطحی و اختلال حافظه می‌شود. همچنین افرادی که رژیم غذایی ناسالمی دارند و به‌طور مستمر غذاهای پرچرب و پرکالری استفاده می‌کنند، هیپوکامپ کوچک‌تری دارند.
یکی از اندام‌های دستگاه عصبی است که به همراه نخاع بر فعالیت‌های بخش‌های مختلف بدن نظارت می‌کند و پس از تفسیر و پردازش اطلاعات در صورت نیاز پاسخ ایجاد می‌کند. مغز از دو بخش خاکستری (شامل جسم سلولی و رشته‌های فاقد میلین) و بخش سفید (شامل رشته‌های میلین دارساخته شده است که ضخامت بخش خاکستری کمتر و بخش خاکستری پیرامون بخش سفید قرار دارد.
مغز خود شامل سه بخش:
1. مخ
2. مخچه
3. ساقه مغز

مایعی مغز را در بر می‌گیرد که به آن مایع مغزی نخاعی می‌گویند